# Issa Lish
Issa Lish (Città del Messico, 3 maggio 1995) è una modella messicana di discendenza giapponese.

## Carriera
Fu scoperta all'età di 14 anni mentre lavorava al sushi bar di famiglia.
Ha posato per le copertine di Vogue in diversi paesi tra il 2014 e il 2017, approdando per due volte sulla copertina dell'edizione italiana, divenendo la terza modella messicana ad ottenere tale riconoscimento dopo Elsa Benítez e Liliana Domínguez.
Ha partecipato a numerose campagne di moda in riviste come Vogue, Dazed, Numéro e Interview; dal 2013 ha preso parte a numerose sfilate tra cui quelle di Versace, Prada, Marc Jacobs, Oscar de la Renta e Anna Sui e volto di pubblicità per Prabal Gurung, Givenchy, Alexander Wang, Balmain e Sephora.